# Antoni Wyszyński
Antoni Wyszyński herbu Grabie – skarbnik starodubowski w 1733 roku.
Był elektorem Augusta III Sasa w 1733 roku.